# Perea

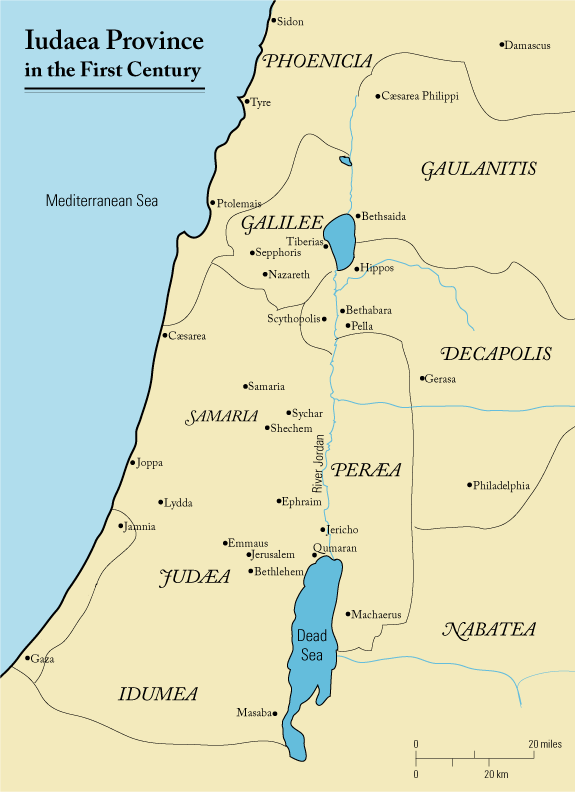
Perea a okolí v 1. století.

Perea (v řečtině „země za“) bylo území části království Heroda Velikého. Zabírala východní stranu údolí Jordánu. Nesahala příliš hluboko do vnitrozemí. Tradičně se za její hranice považuje východní břeh řeky Jordán mezi řekami Arnon a Hieromax. Za Heroda Velikého bylo království rozděleno Římany mezi tetrarchy, z nichž Héródés Antipas obdržel i Pereu a Galileu.
Perea byla oblast obývána izraelskými kmeny Ruben, Gád a polovinou pokolení Manes. Komentátoři Nového zákona také hovoří o Ježíšově „službě v Pereji“. Začíná jeho odchodem z Galileje (Mt 19: 1, Marek 10: 1) a končí pomazáním od Marie v Betánii (Mt 26) nebo jeho cestě k Jeruzalému, které začíná od Marka 10:32.